# Pelexia bradei
Pelexia bradei là một loài thực vật có hoa trong họ Lan. Loài này được Schltr. ex Mansf. mô tả khoa học đầu tiên năm 1928.